# Крестьяновское сельское поселение
Крестьяновское се́льское поселе́ние (укр. Крестянівське сільське поселення, крымскотат. Сырт Джайлав кой юрту, Sırt Caylav köy yurtu) — муниципальное образование в составе Первомайского района Республики Крым России.

## География
Поселение расположено на юго-востоке района, в степном Крыму, примыкая на севере к Красноперекопскому району. Граничит на востоке с Островским на юге с Октябрьским и на западе с Первомайским и Правдовским сельскими поселениями.
Площадь поселения 64,82 км².
Основная транспортная магистраль: автодорога 35Н-392 Новая Деревня — Крестьяновка (по украинской классификации — С-0-11007).

## Население
| 2001  | 2014  | 2015  | 2016  | 2017  | 2018  | 2019  |
| ----- | ----- | ----- | ----- | ----- | ----- | ----- |
| 1998  | ↘1834 | ↗1838 | ↗1841 | ↘1820 | ↘1805 | ↘1780 |
| 2020  | 2021  |       |       |       |       |       |
| ↘1758 | ↘1739 |       |       |       |       |       |

## Состав сельского поселения
Поселение включает 2 населённых пункта:
| № | Населённый пункт | Тип населённого пункта | Население на 2014 год |
| - | ---------------- | ---------------------- | --------------------- |
| 1 | Крестьяновка     | село, центр            | ↘1450                 |
| 2 | Новая Деревня    | село                   | ↗384                  |

## История
В 1930-х годах был образован Лариндорфский сельсовет в составе еврейского национального Лариндорфского района, и на 1940 год он уже существовал. Указом Президиума от 21 августа 1945 года он был переименован в Крестьяновский сельский совет. С 25 июня 1946 года сельсовет в составе Крымской области РСФСР. 26 апреля 1954 года Крымская область была передана из состава РСФСР в состав УССР. Время упразднения сельсовета и включения в Островский пока не выяснено: на 15 июня 1960 года сёла уже числились в его составе.
Указом Президиума Верховного Совета УССР «Об укрупнении сельских районов Крымской области», от 30 декабря 1962 года был упразднён Первомайский район и село присоединили к Красноперекопскому. 8 декабря 1966 года был восстановлен Первомайский район, к 1 января 1977 года был восстановлен Крестьяновский сельсовет.
С 12 февраля 1991 года сельсовет в восстановленной Крымской АССР, 26 февраля 1992 года переименованной в Автономную Республику Крым. По Всеукраинской переписи 2001 года население совета составило 1998 человек. С 21 марта 2014 года в составе Крыма аннексировано Россией. Законом «Об установлении границ муниципальных образований и статусе муниципальных образований в Республике Крым» от 4 июня 2014 года территория административной единицы была объявлена муниципальным образованием со статусом сельского поселения.